# Hermas Bastien
Pour les articles homonymes, voir Bastien et Hermas (homonymie).
Hermas Bastien (4 mai 1897 -  21 mai 1977) était un philosophe, un journaliste et un professeur canadien. 
Originaire de Montréal, il étudia chez les Frères de l'Instruction chrétienne, au collège de Montréal et au collège Sainte-Marie. Il est l'auteur d'une thèse de doctorat sur le philosophe pragmatiste américain William James (1927). 
Collaborateur de plusieurs journaux, il signa des essais et même quelques poèmes sous divers pseudonymes. Ami de Lionel Groulx, il fut son successeur à la revue L'Action nationale. 
Il a poursuivi sa carrière dans l'enseignement, devenant professeur d'histoire de la philosophie à l'université. Décédé en 1977, il était l'époux de Marie-Antoinette Lamothe et le père de trois filles et un garçon. 
Le fonds d'archives d'Hermas Bastien est conservé au centre d'archives de Montréal de Bibliothèque et Archives nationales du Québec.

## Ouvrages publiés
- Les Eaux grises
- Les énergies rédemptrices
- Essai sur la psychologie religieuse de William James
- Itinéraires philosophiques
- Philosophes américains
- Réflexions sur le thomisme
- Le bilinguisme au Canada, 1938
- Conditions de notre destin national, 1935
- Ces écrivains qui nous habitent, 1969

## Revues et journaux
- L'Action nationale
- La Patrie
- La Revue Dominicaine
- Le Nationaliste